# Mallacoota sokotrae
Mallacoota sokotrae is een vlokreeftensoort uit de familie van de Maeridae. De wetenschappelijke naam van de soort is voor het eerst geldig gepubliceerd in 1903 door Walker & Scott.